# Skalickie Skałki
Skalickie Skałki – ciąg skałek w południowo-zachodniej Polsce na Wzgórzach Strzelińskich.

## Położenie
Skalickie Skałki położone są w sąsiedztwie wsi Skalice, nad doliną potoku Zuzanka. Stanowią ciąg luźno rozrzuconych skałek na grzbiecie na przestrzeni 0,6 km.

## Charakterystyka
Skalickie Skałki zbudowane są z gnejsu, mają do kilku metrów wysokości. Część jest pozostałością po wyrobiskach kamieniołomów, część ma charakter naturalny. Są jednym z największych skupisk skalnych na Wzgórzach Strzelińskich.

## Szlaki turystyczne
Nowina - Rozdroże pod Mlecznikiem - Raczyce - Henryków - Skalice - Skalickie Skałki - Skrzyżowanie nad Zuzanką - Bożnowice - Ostrężna - Miłocice - Gromnik - Jegłowa - Żeleźnik - Wawrzyszów - Grodków - Żarów - Starowice Dolne - Strzegów - Rogów - Samborowice - Szklary - Wilemowice leśniczówka - Biskupi Las - Dębowiec - Ziębice

## Źródła
- geoportal.gov.pl